# 闵春晓
闵春晓（1983年2月21日—），江西南昌人，中國女演员。先后在江西师范大学和上海戏剧学院就读。2007年参加红楼梦中人选秀活动，进入总决赛前三名，最终获得黛玉组亚军。

## 学历
- 1989年9月—1994年7月 南昌市少儿艺校(琵琶专业)
- 1994年9月—1997年7月 江西师大附中初中部
- 1997年9月—2003年6月 江西师大97级音乐表演专科班(柳琴专业) 江西师大99级音乐教育学士
- 2003年9月—2007年6月 上海戏剧学院播音主持专业

## 经历
- 2006年在广州赛区参加红楼梦中人选秀活动
- 2007年进入北京总决赛前三名，获黛玉组亚军

## 影视
| 年份   | 剧名                   | 角色       | 合作演员                         |
| 2007年 | 《男才女貌之现代美女》 | 文箐       | 杨恭如、霍建华、王曦仪、于小伟   |
| 2007年 | 《真情人生之捐肾救父》 | 曹玲       |                                  |
| 2009年 | 《黛玉传》             | 林黛玉     | 马天宇、邓莎、王子瑜             |
| 2009年 | 电影《红色恋曲1933》   | 雪儿       |                                  |
| 2010年 | 《春光灿烂猪九妹》     | 大玉、大威 | 陈乔恩、乔任梁、徐垚、邓莎、翁虹 |
| 2010年 | 《心心历险记2》        | May        |                                  |
| 2010年 | 《珠源情》             | 沙红       |                                  |
| 2010年 | 《荒诞夜》             |            |                                  |
| 2016年 | 《新蕭十一郎》         | 連城璧之母 |                                  |
| 2017年 | 《龍珠傳奇》           | 明永曆皇后 |                                  |
| 2017年 | 《烽火线》             |            |                                  |
| 2017年 | 《花謝花飛花滿天》     | 嫣然       |                                  |
| 2018年 | 《如懿傳》             | 素练       |                                  |
| 2019年 | 《琉璃美人煞》         | 紅姑姑     |                                  |
| 2021年 | 《親愛的孩子們》       | 劉揚       |                                  |
| 2023年 | 《烽火硝烟里的青春》   | 肖玉屏     | 2010年拍攝                       |
| 2023年 | 《送瘟神》             |            | 2010年拍攝                       |
| 2023年 | 《歲歲青蓮》           | 趙青雲     | 2019年拍攝                       |

## 主持
- 2005年上海东方少儿频道少儿节目《哈哈早上好》
- 2006年上海银润传媒影视播报节目《就要过影》
- 2008年北京妇女基金会《救助妈妈》慈善活动

## 音乐
- 2007年：单曲《下一个天使》
- 2008年：《我的爱你要不要》 (与王绍博合作)

## 奖项
- 上海戏剧学院优秀毕业生
- 上海科教党委廉政之歌创作鼓励奖
- 红楼梦中人全国总决赛黛玉组亚军